# Miconia bailloniana
Miconia bailloniana là một loài thực vật có hoa trong họ Mua. Loài này được J.F. Macbr. mô tả khoa học đầu tiên năm 1941.